# Judgement2024〜旗揚げ27周年記念大会5時間スペシャル〜
『Judgement2024〜旗揚げ27周年記念大会5時間スペシャル〜』（ジャッジメント2024 はたあげ27しゅうねんきねんたいかい5じかんすぺしゃる）日本のプロレス団体DDTプロレスリングによって後楽園ホールで行われた興行である。

## 試合
| オープニングマッチ “インターンレスラー”鈴木翼デビュー戦 30分一本勝負        |                                                                |                                        |
| ◯高尾蒼馬                                                                   | 9分8秒 パーフェクトドライバー→エビ固め                         | 鈴木翼●                                |
| 第二試合 高鹿佑也復帰戦 30分一本勝負                                        |                                                                |                                        |
| ◯To-y イルシオン 瑠希也                                                     | 8分42秒 コジマインパクト→片エビ固め                            | 夢虹 高鹿佑也● 須見和馬                |
| 第三試合 30分一本勝負                                                       |                                                                |                                        |
| 大鷲透 ●ゴージャス松野                                                      | 9分26秒 両腕極めドライバー→体固め                              | 石井慧介◯ 川松真一朗                   |
| 第四試合 スペシャルシングルマッチ 30分一本勝負                              |                                                                |                                        |
| ▲彰人                                                                       | 7分20秒 両者睡眠                                               | スーパー・ササダンゴ・マシン▲          |
| 第五試合 SCHADENFREUDE InternationalvsDAMNATION T.A！ 30分一本勝負          |                                                                |                                        |
| クリス・ブルックス 高梨将弘 ●アントーニオ本多                               | 11分21秒 ジャストコブラツイスト                                | 佐々木大輔 KANON◯ MJポー               |
| 第六試合 スペシャルシングルマッチ 30分一本勝負                              |                                                                |                                        |
| ●高木三四郎                                                                 | 10分32秒 炎のスピア→片エビ固め                                 | 大家健◯                                |
| 第七試合 スペシャルタッグマッチ 30分一本勝負                                |                                                                |                                        |
| ●樋口和貞 納谷幸男                                                          | 12分24秒 スプラッシュマウンテン→体固め                         | 石川修司◯ ヨシ・タツ                   |
| 第八試合 KO-D6人タッグ選手権試合～ベルトコントラ解散 60分一本勝負           |                                                                |                                        |
| 秋山準 男色ディーノ ◯大石真翔 （第53代王者）                                | 9分48秒 エゴイストドライバーを切り返す→エビ固め                | 平田一喜● 土井成樹 青木真也 (挑戦者組) |
| ※第53代王者組が4度目の防衛に成功。ずんちゃ♪マッスルサバイバーの解散が決定。 |                                                                |                                        |
| 第九試合 DDT EXTREME選手権試合～痛みを呼ぶジャングルデスマッチ 60分一本勝負 |                                                                |                                        |
| ◯勝俣瞬馬 （第59代王者）                                                    | 13分38秒 ととのえスプラッシュ・オン・ザ・有刺鉄線ボード→体固め | 岡谷英樹● （挑戦者）                   |
| ※第59代王者が初防衛に成功。                                                 |                                                                |                                        |
| 第十試合 KO-Dタッグ選手権 60分一本勝負                                      |                                                                |                                        |
| ◯遠藤哲哉 飯野雄貴 （第82代王者）                                           | 16分57秒 バーニングスター・プレス→エビ固め                     | 本田竜輝● 安齊勇馬 (挑戦者組)          |
| ※第82代王者組が初防衛に成功。                                               |                                                                |                                        |
| 第十一試合 DDT UNIVERSAL選手権試合 60分一本勝負                             |                                                                |                                        |
| ◯MAO （第12代王者）                                                         | 4分22秒 旋風脚→KO勝ち                                          | 正田壮史● （挑戦者）                   |
| ※第12代王者が6度目の防衛に成功。                                            |                                                                |                                        |
| セミファイナル スペシャルシングルマッチ 30分一本勝負                        |                                                                |                                        |
| ◯KONOSUKE TAKESHITA                                                         | 19分16秒 変形ファルコンアロー→片エビ固め                       | 青柳優馬●                              |
| メインイベント KO-D無差別級選手権試合 60分一本勝負                          |                                                                |                                        |
| ◯上野勇希 （第82代王者）                                                    | 22分50秒 WR→エビ固め                                           | HARASHIMA● （挑戦者）                  |
| ※第82代王者が3度目の防衛に成功。                                            |                                                                |                                        |